# Ааронс, Слим
Джордж Аллен «Слим» Ааронс (29 октября 1916 — 30 мая 2006) — американский фотограф, известный съёмками «красивой жизни» высшего общества, светских персон, кинозвёзд и прочих знаменитостей.

## Биография
Слим Ааронс родился в Нью-Йорке в 1916 году. В возрасте 18 лет он вступил в армию США, фотографировал для военной академии Вест-Пойнт и позже в качестве военного фотографа участвовал во Второй мировой войне (награждён медалью «Пурпурное сердце»). Его чёрно-белые фотографии этого периода отражают ужасы войны и послевоенной разрухи. Позже, когда ему было предложено сделать фотосессию высадки американского десанта в Корее, Ааронс заявил, что во время боёв понял: единственные пляжи, на которые он готов высаживаться, это те, где загорают красивые девушки.
Демобилизовавшись, Слим Ааронс переехал в Калифорнию и начал фотографировать знаменитостей. Здесь в 1957 году он сделал один из своих самых знаменитых снимков, «Короли Голливуда» (англ. Kings of Hollywood), на котором элегантно одетые актёры Кларк Гейбл, Ван Хефлин, Гэри Купер и Джеймс Стюарт отдыхают на вечеринке в ресторане Romanoff’s. Работы Ааронса публиковались в журналах Life, Town & Country и Holiday.
Некоторые голливудские знаменитости стали его друзьями: в фильме 1954 года «Окно во двор» режиссёра Альфреда Хичкока главный герой — фотограф и живёт в квартире, чей интерьер повторяет обстановку квартиры Ааронса.
Слим Ааронс не пользовался услугами стилистов или гримёров. Его творческим кредо было «фотографировать привлекательных людей, делающих привлекательные вещи в привлекательных местах». Характерный пример такого подхода — сделанный в 1970 году снимок «Сплетни у бассейна» (англ. Poolside Gossip), изображающий богатых светских дам рядом с домом авторства известного архитектора Рихарда Нойтры. В интервью Ааронс говорил:

Я знал всех. Они приглашали меня на свои вечеринки, так как знали, что я не причиню им вреда. Я был одним из них.
Оригинальный текст (англ.)I knew everyone. They would invite me to one of their parties because they knew I wouldn't hurt them. I was one of them.
— The Independent, 2002
Из общего ряда «гламурных» персонажей, которых фотографировал Слим Ааронс, резко выделялся гангстер Чарльз Лучано по прозвищу «Lucky» («Счастливчик») — один из «боссов» итало-американской организованной преступности. Ааронс следовал за ним повсюду, в том числе в Италию, и сделал множество снимков «крёстного отца».
Слим Ааронс умер в 2006 году в Монтрозе (штат Нью-Йорк) и похоронен в Кембридже (штат Массачусетс).
В 1997 году Марк Гетти, один из основателей Getty Images, целиком выкупил архив фотографа. Режиссёр Фритц Митчелл снял документальный фильм Slim Aarons: The High Life (2017).